# Giulio Magni
Pour les articles homonymes, voir Magni (homonymie).
Giulio Magni (né le 1er septembre 1859 à Velletri, dans la province de Rome, et mort le 16 février 1930 à Rome) est un architecte et critique d'art italien du XXe siècle.

## Œuvres
- Villa Marignoli (Art Nouveau,, 1907, Rome.
- Maisons populaires du Testaccio, 1911, Rome.
- Église di Santa Maria Regina Pacis, 1916-1926, Ostie, Rome.
- Ministère de la Marine, 1928, Rome.
- Villino Pacelli, 1906, Rome.
- Hala Traian, 1896, Bucarest.

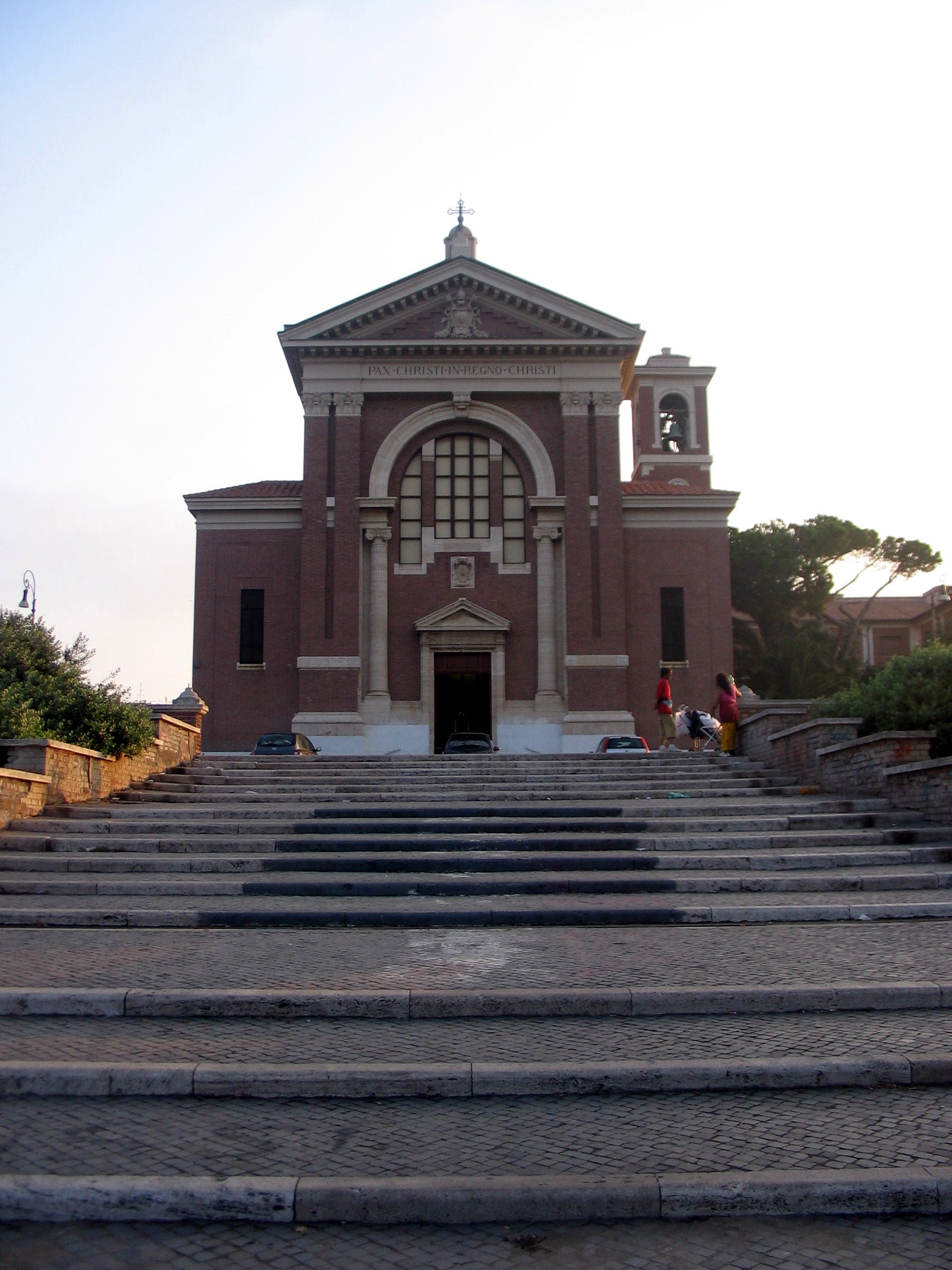
L’église Santa Maria Regina Pacis, à Rome
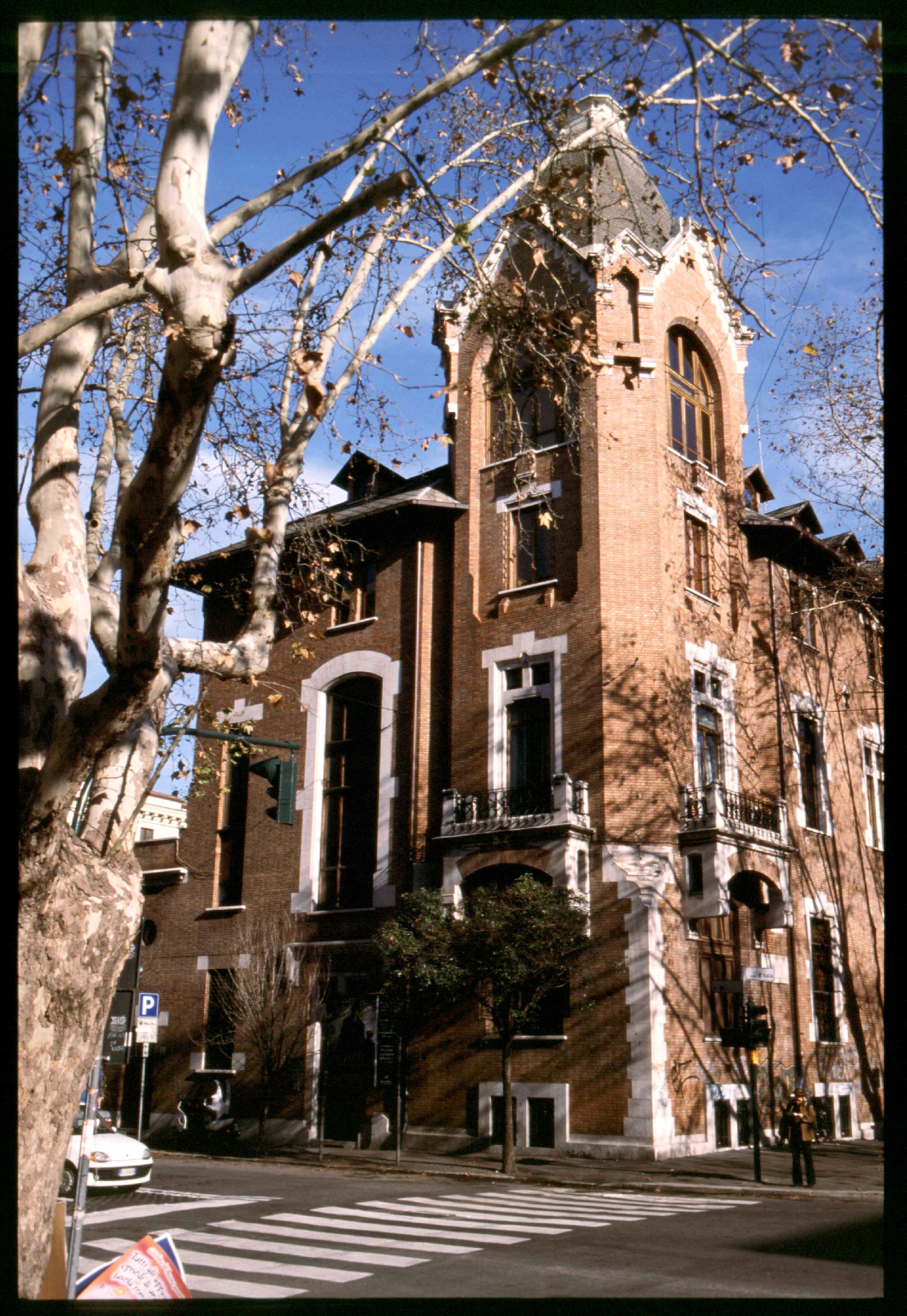
Villa Marignoli
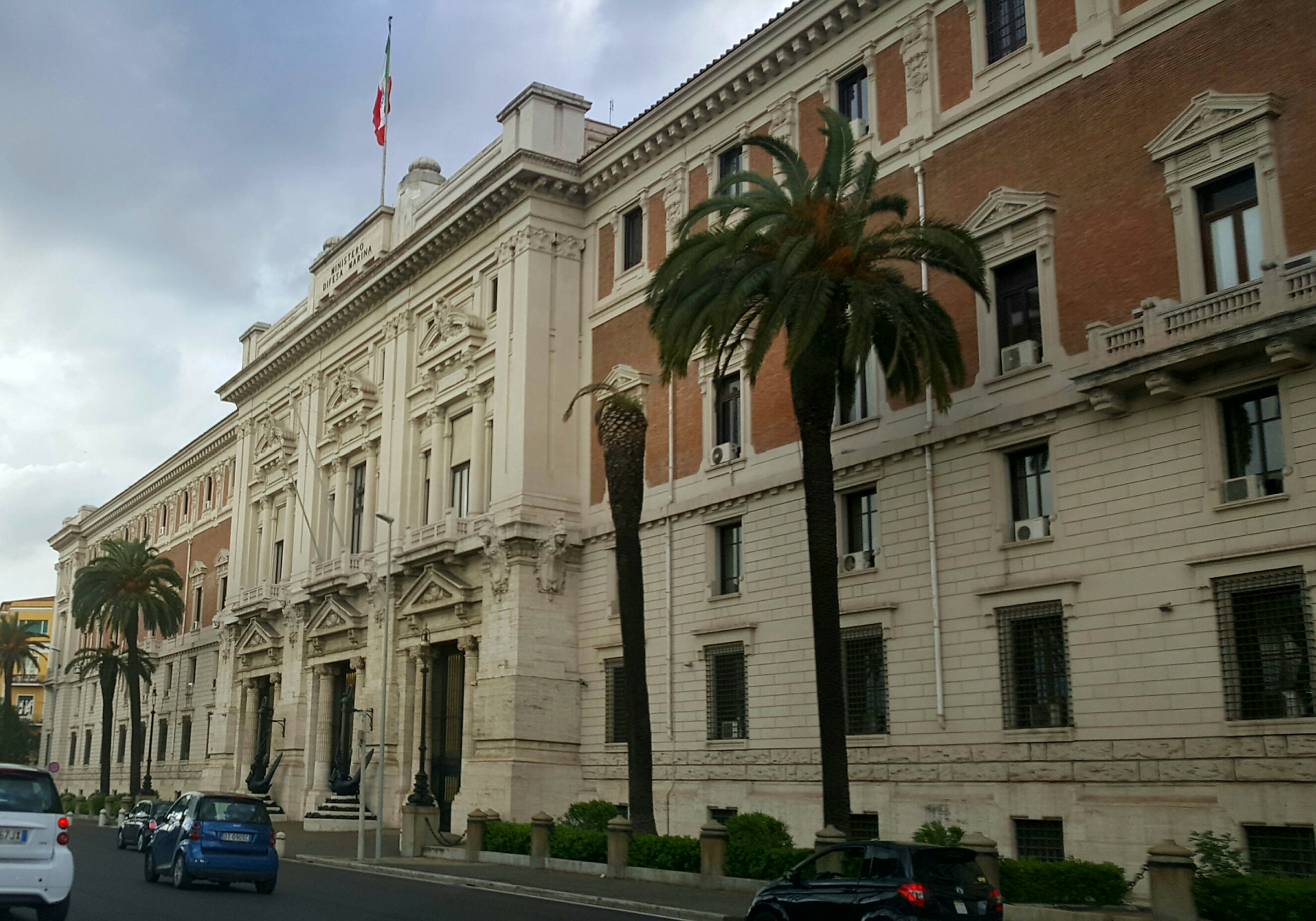
Ministère de la Marine
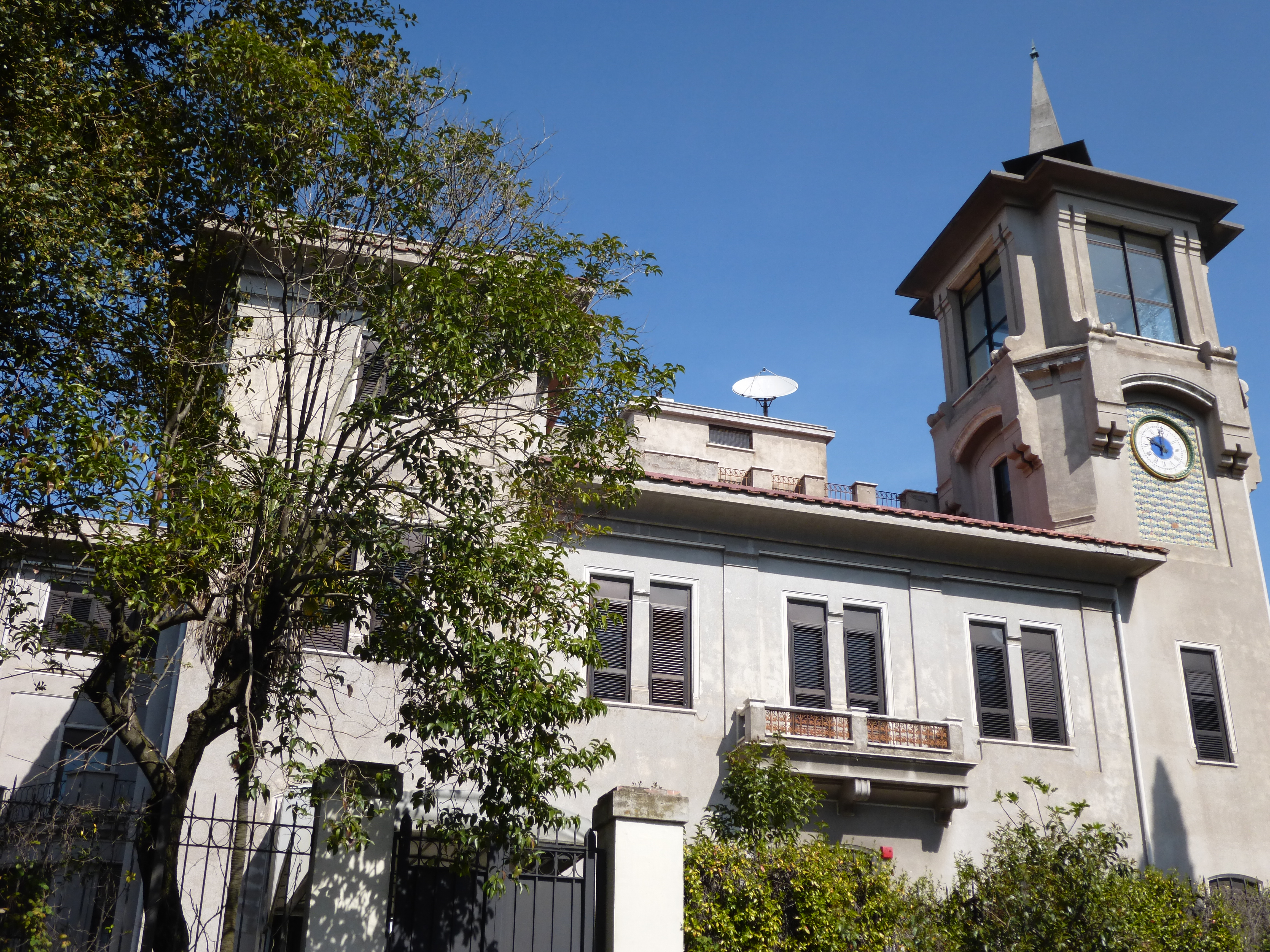
Villino Pacelli, Rome.

## Source
- (it) Cet article est partiellement ou en totalité issu de l’article de Wikipédia en italien intitulé « Giulio Magni » (voir la liste des auteurs).